# Port lotniczy King Shaka
Port lotniczy King Shaka (IATA: DUR, ICAO: FALE) – międzynarodowy port lotniczy położony w La Mercy koło Durbanu, w prowincji KwaZulu-Natal. Jest jednym z największych portów lotniczych w Republice Południowej Afryki. Został otwarty 1 maja 2010 i zastąpił Port lotniczy Durban.

## Linie lotnicze i połączenia
| Linia lotnicza        | Kierunek                                                                              |
| --------------------- | ------------------------------------------------------------------------------------- |
| Airlink               | 1. Harare 2. Johannesburg 3. Nelspruit 4. Port Elizabeth                              |
| CemAir                | 1. Bloemfontein 2. Kapsztad 3. George 4. Johannesburg                                 |
| Emirates              | 1. Dubaj                                                                              |
| Eswatini Air          | 1. Manzini                                                                            |
| FlySafair             | 1. Kapsztad 2. East London 3. Johannesburg-Lanseria 4. Johannesburg 5. Port Elizabeth |
| LIFT                  | 1. Kapsztad 2. Johannesburg                                                           |
| Proflight Zambia      | 1. Lusaka                                                                             |
| Qatar Airways         | 1. Doha                                                                               |
| South African Airways | 1. Johannesburg                                                                       |
| Turkish Airlines      | 1. Stambuł                                                                            |